# حمامات أغريبا
 كانت حمامات أغريبا (اللاتينية: Thermae Agrippae) عبارة عن هيكل من روما القديمة، في ما يُعرف الآن بإيطاليا، تم بناؤه بواسطة ماركوس فيبسانيوس أغريبا. كان هذا هو الأول من عدة ثرميات عظيمة شيدت في المدينة، وكذلك أول حمام عام.